# Friedrich III. von Saarwerden

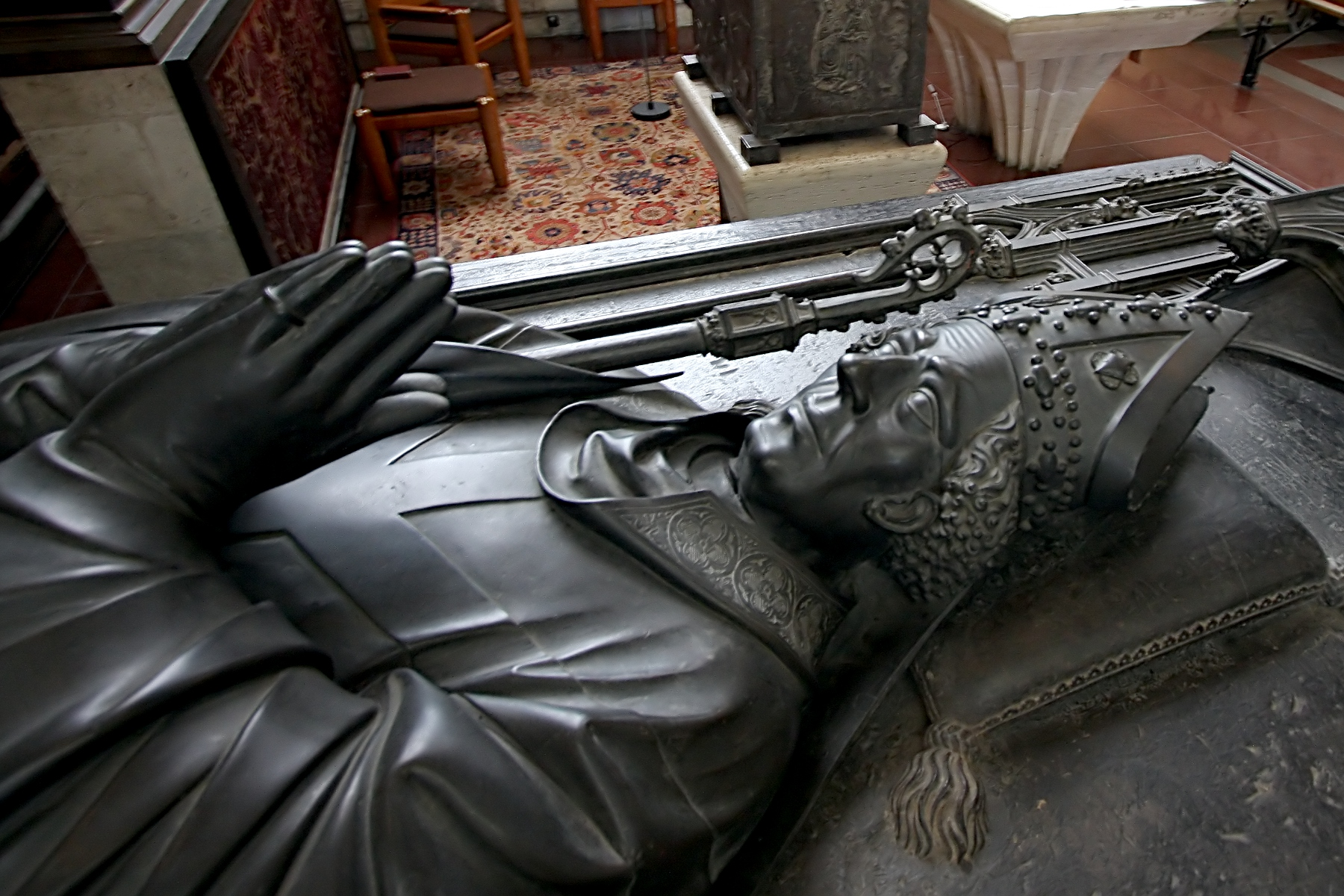
Liegefigur auf dem Hochgrab des Friedrich III. von Saarwerden im Kölner Dom.

Friedrich von Saarwerden (* um 1348 in Saarwerden; † 9. April 1414 in Bonn) war als Friedrich III. von 1370 bis 1414 Erzbischof von Köln. Durch die Förderung seines Großonkels, des Trierer Erzbischofs Kuno II. von Falkenstein, wurde Friedrich von Saarwerden schon mit 20 Jahren zum Erzbischof von Köln gewählt, was der Papst in Avignon nach einigen Bedenken auch zwei Jahre später bestätigte. Friedrich fand das Erzbistum von seinen beiden märkischen Vorgängern Adolf und Engelbert völlig ausgeplündert vor und hatte selbst anlässlich seiner Wahl hohe Zahlungen an die Kurie zugesichert. Dennoch gelang es ihm mit Hilfe seines sehr reichen Großonkels Kuno, in wenigen Jahren das Erzbistum zu entschulden.
Friedrich von Saarwerden unterstützte Kaiser Karl IV. und wurde von ihm deshalb mit Privilegien bedacht, die Friedrichs Herrschaftspolitik unterstützten. Erbkonflikte im landständischen Adel wie auch Autonomiebestrebungen in den Städten des Erzstifts unterdrückte er direkt zu Beginn seiner Amtszeit erfolgreich und setzte so seine landesherrliche Vormachtstellung durch, die bis zum Ende seiner Regierungszeit nicht mehr angefochten wurde. Einen Konflikt innerhalb der Stadt Köln zwischen dem Rat der Stadt und den Schöffen um die Hochgerichtsbarkeit konnte er aber nicht nutzen, um die von seinen Vorgängern verlorene Machtposition in der Stadt zu erneuern. Der zuletzt auch militärisch geführte Streit unter Beteiligung benachbarter Fürsten endete im Jahr 1377 mit einem Kompromiss.
Den territorialen Bestand des Erzstiftes konnte Friedrich ausbauen. Noch vor Friedrichs Amtsbeginn hatte Kuno von Falkenstein als Administrator des Erzbistums im Jahr 1368 die Grafschaft Arnsberg erworben. Friedrich vermochte diesen Erwerb wie auch den Gewinn des Landes Linn am Niederrhein in drei Fehden gegenüber den beiden Grafenbrüdern Adolf und Engelbert von der Mark zu sichern. Sein Wirken als Territorialherr ist kaum zu überschätzen, wenngleich reichs- oder kirchenpolitische Initiativen dadurch in den Hintergrund gerieten.
Als Friedrich III. von Saarwerden im Jahr 1414 verstarb, hinterließ er seinem Neffen und Nachfolger Dietrich II. von Moers ein reiches und wohlgeordnetes Erzbistum und Territorium.

## Leben und Wirken

### Kindheit und Jugend

Wappen der Grafschaft Saarwerden

Friedrichs Eltern waren Graf Johann II. von Saarwerden und dessen Frau Klara von Finstingen. Die Grafen von Saarwerden hatten ihren Sitz im gleichnamigen Ort Sarrewerden an der oberen Saar. Während sein Bruder Heinrich zum Nachfolger in der Grafschaft bestimmt wurde, wurde Friedrich im Alter von zehn Jahren für eine Laufbahn als geistlicher und weltlicher Kirchenfürst bestimmt und deshalb in die Obhut seines Onkels 2. Grades gegeben, des Erzbischofs von Trier, Kuno II. von Falkenstein. Dieser wurde im Jahr 1366 vom Kölner Domkapitel zum Koadjutor des Kölner Erzbischofs Engelbert III. von der Mark ernannt und trachtete nun danach, seinem Neffen 2. Grades eine günstige Position in Köln zu verschaffen. So erwirkte Kuno für Friedrich einige einträgliche Kölner Pfründen, nämlich die Propstei im Stift St. Maria ad Gradus sowie ein Kanonikat. Diese Ämter brauchte er nicht persönlich wahrzunehmen, während er noch an der Universität Bologna Kanonisches Recht studierte.

### Ernennung zum Erzbischof von Köln
Am 25. August 1368 verstarb Erzbischof Engelbert III. Kuno von Falkenstein verwaltete das Erzstift zunächst weiter, denn das Domkapitel bestellte ihn schon am 28. August zum momper bzw. Administrator für die Zeit der Sedisvakanz. Sofort versuchte Kuno seinen Neffen 2. Grades Friedrich zum neuen Erzbischof aufzubauen und erreichte auch vom Domkapitel eine – wenn auch nicht einmütige – Postulation, das heißt einen Ernennungsvorschlag, denn die Einsetzung des Erzbischofs stand damals schon dem Papst zu. Papst Urban V. am Papstsitz Avignon wies dieses Ansinnen aber am 7. November 1368 zurück: Friedrich sei zu jung – er hatte das kanonische Alter von 30 noch nicht erreicht –, sei unerfahren in kirchlichen Angelegenheiten und seine Person und sein Lebenswandel der Kurie noch völlig unbekannt. Zudem wollte Kaiser Karl IV. für die geplante Wahl seines Sohnes Wenzel zum römischen König die geistlichen Kurfürstentümer mit genehmen Kandidaten besetzt wissen und bedrängte den Papst, der seinerseits auf die kaiserliche Unterstützung zur Wiedergewinnung des Kirchenstaats angewiesen war. Der Papst transferierte deshalb im Ablehnungsschreiben an Friedrich von Saarwerden dessen Großonkel Kuno von Trier nach Köln, Johann von Luxemburg-Ligny, den Verwandten und Protegé des Kaisers Karl, von Straßburg nach Trier und Friedrich von Saarwerden nach Straßburg.
Kuno von Falkenstein verweigerte sich aber diesen Plänen, seinen Großneffen mit Straßburg abzufinden. Die Bistumsrotation sollte nach dem Willen des Papstes die Ansprüche aller beteiligten Parteien befriedigen, doch lehnte Kuno die Translation trotz inständiger Bitten der Kurie und auch des Kölner Domkapitels ab. Doch ernannte der Papst weder Friedrich von Saarwerden zum neuen Kölner Erzbischof noch einen anderen Kandidaten. Warum die Besetzung des Kölner Erzstuhls vorerst nicht erfolgte, ist nicht schlüssig belegt, doch spricht viel für die These, dass der Papst die mit der Besetzung verbundenen Probleme zwischen Kaiser und Kuno von Falkenstein einfach in der Schwebe halten wollte. Für die Kurie war diese Lösung die eleganteste: Den nach anderen Quellen recht unfähigen Johann von Luxemburg-Ligny beließ man im nicht so politisch exponierten Bistum Straßburg, Kuno wurde durch die Belassung dieses zweiten Kurfürstentums auf Widerruf enger an den Papst gebunden und dem Kölner Erzstift blieb ein fähiger Administrator erhalten. Ganz nebenbei konnte die Kurie so die Interkalarfrüchte – die Kölner Einkünfte während der Sedisvakanz – in der veranschlagten Höhe von 20.000 Goldgulden jährlich einstreichen. Papst Urban V. ernannte Kuno von Falkenstein deshalb am 30. Juli 1369 zum Apostolischen Vikar und am 27. März 1370 zum Apostolischen Administrator auf zwei weitere Jahre mit der Aussicht auf Verlängerung.
Im Sommer 1370 veranlasste Kuno von Falkenstein eine zweite und diesmal einstimmige Supplikation des Domkapitels an den Papst um die Ernennung Friedrichs von Saarwerden. Friedrich reiste sofort an den päpstlichen Hof und gewann den Papst für sich, so dass er seine Ernennung durch Urban V. am 13. November erhielt. Weil er in sieben Urkunden vom Februar 1371 als Erzbischof bezeichnet wird, vermutet Heinrich Volbert Sauerland, dass er in der Zwischenzeit die Diakons- und Presbyterweihe sowie die Bischofskonsekration noch in Avignon erhalten hat. Daraufhin begab er sich zurück an den Rhein, um inthronisiert zu werden. Am 20. Juni 1371 bestätigte Friedrich alle Anordnungen Kunos als rechtens, worauf Kuno am 2. Juli 1371 alle Amtleute von ihren Eiden und Pflichten ihm gegenüber entband. Friedrich empfing am 13. November 1371 durch Gesandte des Königs in Bautzen die weltlichen Regalien und auch in persona wohl im Mai 1372 beim Reichstag in Mainz, als er auch die Belehnung mit dem Herzogtum Westfalen erhielt. Nach seiner Rückkehr erfolgte dann der feierliche Einritt in seine Bischofsstadt am 21. Juni 1372, nachdem er schon am 30. April 1372 alle Rechte der Stadt Köln bestätigt hatte.
Der wesentliche Grund, warum der Papst doch noch Friedrich von Saarwerden das Erzbistum verlieh, waren umfangreiche finanzielle Verpflichtungen des jungen Erzbischofs. Das Kölner Erzbistum war schon damals das reichste Erzbistum Deutschlands – die Kurie veranschlagte die Jahreseinnahmen auf 30.000 Goldgulden. Während der Administration Kunos konnte die Kurie 20.000 Goldgulden davon für sich reservieren. Entgegen der Gewohnheit, nur einmal eine „Ernennungsgebühr“ von einem Drittel der Jahreseinkünfte, also 10.000 Goldgulden zu zahlen, verpflichtete sich Friedrich, in sechs Jahresraten insgesamt 120.000 Goldgulden zu zahlen. Das Erzbistum war in der kurzen Zeit der beiden Vorgänger Friedrichs, Adolf von der Mark und Engelbert III. völlig ausgeplündert worden, so dass die Zahlungen an die Kurie nahezu unmöglich erschienen. Die Kurie ließ sich deshalb auch den üblichen Sanktionsmechanismus bestätigen – bei nicht erfolgter Zahlung drohte erst die Exkommunikation und danach das Interdikt als verstärkte Form.

### Desolater Zustand des Erzbistums bei Friedrichs Amtsantritt
Das Erzbistum Köln war zu Beginn der Herrschaft Friedrich von Saarwerdens hoch verschuldet. Es wird berichtet, dass Friedrich bei seinem Amtsantritt ein Schreiben übergeben wurde, in dem die Schulden mit mehr als 474.000 Gulden beziffert wurden. Auch wenn diese hohe Summe nicht belegt ist, so gibt der Bericht darüber doch eine Tendenz wieder. Denn erstens waren keine Barmittel mehr vorhanden und zweitens wichtige Einnahmequellen dem Erzstift entfremdet worden.
Nach dem Tod von Wilhelm von Gennep 1362 war es zum Streit um das Erzbistum gekommen, weil sich sowohl zum wiederholten Male der Lütticher Bischof Engelbert von der Mark als auch dessen Neffe, der Münsteraner Elekt Adolf von der Mark, und der Domkanoniker Johann von Virneburg um den Bischofsstuhl bewarben. Während die ersten beiden Kandidaten beim Papst in Avignon um Bestätigung nachsuchten, konnte Johann bei einer turbulenten Wahl die Mehrheit des Domkapitels für sich einnehmen – eine Minderheit plädierte für Florenz von Wevelinghoven. Er besetzte sofort mit anderen Familienmitgliedern die Städte Andernach und Linz und brachte alle Barmittel des verstorbenen Erzbischofs an sich. Adolf konnte nur das Erzbistum übernehmen, indem er Johann diesen Raub am 23. Oktober 1363 zugestand.
Adolf selbst machte weiterhin Schulden, bevor er schon im nächsten Jahr das Erzbistum an seinen Onkel Engelbert am 15. April 1364 „vererbte“, um Graf von Kleve werden zu können. Für diese Translation flossen nicht nur weitere Mittel aus der Kasse des Erzbistums nach Avignon, sondern der neue Erzbischof Engelbert verpfändete auch alle kurkölnischen Gebiete und Einnahmequellen nördlich von Neuss an seinen Neffen – die Ämter Kempen und Oedt sowie Zoll und Amt Rheinberg. Der Rheinzoll von Rheinberg war der ertragreichste Zoll der vier Rheinzölle des Erzbischofs und machte mit etwa 10.000 Goldgulden Einnahmen – nach Abzug von Rentenanweisungen! – etwa 60 % der Bareinnahmen des Erzbistums aus! Außerdem machte Engelbert seinen gleichnamigen Neffen zum Marschall von Westfalen und übergab ihm pfandweise das Amt Waldenburg-Schnellenberg, wodurch eigentlich ein Konkurrent um die Herrschaft in Westfalen zusätzlich gefördert wurde.
Um diesen Ausverkauf des Erzbistums an Adolf von der Mark zu begrenzen, hatte das Domkapitel Erzbischof Engelbert den Koadjutor Kuno von Falkenstein aufgezwungen, wobei Engelbert als Alterssitz die Ämter und Burgen Brühl und Lechenich mit allen Einnahmen – ca. 2.000 Goldgulden jährlich – erhielt. Kuno übernahm Kölner Schulden, forderte und erhielt dafür aber Sicherheiten. In seiner Bestellungsurkunde wurden Kuno an Weihnachten 1366 die Burgen und Ämter Altenwied, Linz mit dem Rheinzoll, Rolandseck, Ahrweiler, Andernach, Schönstein, Nürburg, Burg Thurant und Zeltingen zugesprochen.
Somit fand Friedrich von Saarwerden im Sommer 1372 ein Erzbistum vor, das zur Hälfte im Besitz seines Großonkels oder Adolfs von der Mark war. Zusätzlich befanden sich die meisten Einkünfte in den Händen der beiden. Als ob diese Situation nicht schon aussichtslos genug wäre, war der Erzbischof bei diversen Gläubigern, vor allem aber der Kurie hoch verschuldet. Eine Änderung der Verhältnisse aus eigener Kraft erschien daher schier unmöglich. Alle Anstrengungen des jungen Erzbischofs konzentrierten sich daher erst einmal auf die Finanzpolitik.

### Finanzpolitik
Die Nutznießer aus den Wirren der Jahre 1362–1372 zuungunsten des Erzstiftes Köln waren Adolf von der Mark, Kuno von Falkenstein und der Papst in Avignon gewesen. Die beiden Erstgenannten hielten zudem umfangreiche Territorien und einträgliche Rheinzölle als Pfandbesitz in ihren Händen. Jedoch bestand ein Unterschied zwischen dem Pfandbesitz von Graf Adolf und dem des Erzbischofs Kuno: Während Adolf voller Nutznießer der Ämter bis zur Auszahlung war (sog. Ewigkeitssatzung), wurden die Einnahmen Kunos mit den Schulden aufgrund des Zinsverbots der Kirche verrechnet (sog. Todsatzung). Während Adolfs Pfandbesitz also das Territorium und die Einnahmen Kurkölns auch langfristig minderte, so würde Kunos Pfandbesitz früher oder später wieder an das Erzstift fallen. Daher war es für Friedrich oberste Priorität, Adolfs Pfandbesitz zurückzubekommen und erst danach Kuno auszuzahlen. Die Verschuldung bei der Kurie war aufgrund der Zahlungsmodalitäten zunächst nicht von Bedeutung für Friedrich und ihre Ablösung wurde daher zuletzt aufgegriffen.

#### Die Rückgewinnung von Zoll und Amt Rheinberg
Erzbischof Friedrich trat bald nach seiner Amtsübernahme in Verhandlungen mit Adolf von der Mark über die Rückgabe des Amtes und Rheinzolls von Rheinberg. Ihm kam dabei der Umstand entgegen, dass Adolf die Grafschaft Kleve nach dem Tod des letzten Grafen aus dem Haus Flamenses Johann von Kleve im Jahr 1368 trotz der umfangreichen Vorbereitungen seit seinem Rücktritt als Elekt von Köln im Jahr 1366 nicht unangefochten übernehmen konnte. Adolf hatte Söldner anwerben und seinen Anspruch militärisch durchsetzen müssen, war aber erst unumstrittener neuer Graf, nachdem er seinen Konkurrenten Dietrich von Horn mit 37.000 Goldschilden abgefunden hatte. Außerdem war er seit 1371 in den beginnenden Geldrischen Erbfolgekrieg verwickelt, wo er die Prätendentin Mechthild unterstützte und von ihr für 38.000 Goldschilde die Stadt Emmerich erwarb. Schließlich blieb die Mitgift seiner Frau Margarethe von Berg in Höhe von 20.000 Goldschilden aus.
Im Sommer 1372 traten die Verhandlungen in die letzte Phase und am 3. Oktober 1372 wurde ein Ablösevertrag unterzeichnet. Adolf von der Mark übergab Zoll und Amt Rheinberg zu einem hohen Preis, wohl wissend, wie bedeutend Rheinberg für Erzbischof Friedrich sowohl finanz-, territorial- als auch innenpolitisch war. Die Ablösesumme wurde auf 55.000 Goldschilde festgelegt und jährlich weitere Zahlungen von 2.000 Goldschilden vereinbart, wobei die Übergabe an Weihnachten 1372 nach Zahlung, bzw. Übernahme von Schulden in Höhe von 26.000 Goldschilden erfolgte. Am 16. Mai 1373 quittierte Adolf von der Mark den Empfang allen Geldes, wodurch Friedrich wieder alleiniger Herr in Rheinberg war. Die Ämter Kempen und Oedt waren schon unter der Administration von Kuno von Falkenstein am 21. März 1369 wieder in den Besitz des Erzstifts gelangt.
Die meisten Ausgaben für die Auslösung wurden nicht bar bezahlt, sondern durch Übernahme von Adolfs Schuldtiteln bestritten – ein Beleg für die angespannte finanzielle Situation, die nun noch schwieriger wurde. Wie dünn die finanzielle Decke des Erzstifts zwischen 1373 und 1376 war, wird daran deutlich, dass dem Rentmeister des Erzstifts bei der Jahresabrechnung am 31. Mai 1374 noch 10.000 Florene und 16.000 Mark fehlten, obwohl der Kölner Klerus dem Erzbischof ein subsidium caritativum über acht Zehnten zu Beginn des Jahres 1374 gewährt hatte. Aus dem Jahr 1372 liegt sogar eine Quittung für eine Abschlagszahlung von Friedrichs Pontifikalien vor; er hatte also seine Amtsinsignien verpfänden müssen. Friedrich war nicht nur bei Kuno, sondern auch bei einigen Lombarden und Kölner Juden verschuldet. Im April 1374 lieh er sich sogar in Lübeck 5.000 Gulden, die erst 1381 zurückgezahlt wurden. Aufgrund seiner Finanzlage konnte Friedrich jedoch wenigstens eine Erhöhung seiner Zollgebühren in Neuss und Bonn oder Linz beim Kaiser erwirken.

#### Entschuldung bei Erzbischof Kuno von Falkenstein
Der reiche Trierer Erzbischof war quasi eine Art Familienbank für Friedrich, wo er zinslos Darlehen erbitten konnte, die ihm aus Familiensolidarität auch jedes Mal gewährt wurden. Dennoch schmälerte der zeitweilige Verlust sämtlicher südlich von Godesberg gelegenen Ämter die politische Handlungsfähigkeit Friedrichs als Landesherr, weshalb auch hier eine baldige Auslösung angestrebt wurde. Zunächst aber musste Friedrich mit Kunos Geld die anderen Gläubiger bedienen, weshalb sich die Schulden bei Kuno immer höher häuften. Schon bei der Endabrechnung als Administrator hatte Kuno Verbindlichkeiten in Höhe von 73.607,5 Florene übernommen. Zusätzlich lieh sich Friedrich bei seinem Amtsantritt am 1. Juli 1371 weitere 52.000 Gulden und versetzte Kuno dafür die Hälfte des ergiebigen Bonner Rheinzolls. Weitere 20.000 Gulden musste sich Friedrich am 1. Juli 1374 leihen – wohlgemerkt nach der Finanzspritze des Kölner Klerus! – und versetzte Kuno dafür auch die zweite Hälfte des Bonner Zolls sowie die Zölle von Rheinberg und Zons, womit sich alle Kölner Rheinzölle in der Hand von Friedrichs Onkel 2. Grades befanden. Dieser Schritt wurde jedoch nicht aus schierer Not erwogen, sondern um eine baldige Ablöse zu erzielen – konnte Kuno doch jährlich mit über 40.000 Goldgulden aus den Rheinzöllen rechnen.
Völlig entschulden konnte sich Friedrich bei Kuno aber erst durch die Gelder Kaiser Karls IV. für die Wahl seines Sohns Wenzel von Böhmen zum römischen König im Jahr 1376. Obwohl keine Quittung der für die Königswahl Wenzels zugesicherten 30.000 Gulden und 6.000 Schock Prager Groschen erhalten ist, geben die Chroniken den Empfang von 40 bis 50.000 Gulden an. Diese Summe deckt sich mit einer Quittung Kunos von Falkenstein über 49.034 Gulden Bargeld vom 28. Juni 1376. Vermutlich ist das Geld sofort nach Erhalt in Rhens in die Hände Kunos gelangt, so dass in Köln keine Rechnung darüber, sondern nur die Quittung vorliegt. Damit war das Erzstift gegenüber Kuno von Falkenstein schuldenfrei. Von da an konnte sich Friedrich der Entschuldung bei der Kurie widmen.

#### Entschuldung bei der Kurie
Friedrich hatte der Kurie die gigantische Summe von 120.000 Gulden für seine Ernennung zum Erzbischof versprochen. Zu einer Auszahlung kam es jedoch nicht; nur einige hundert Gulden Servitiengebühr sind in Avignon eingegangen. Zunächst stieß er bei der Kurie angesichts der desolaten Finanzlage des Erzstiftes auf Verständnis. Nach mehr als drei Jahren verlor die päpstliche Kammer jedoch die Geduld und setzte den Sanktionsmechanismus in Kraft: Am 5. September 1375 wurde Friedrich exkommuniziert, da er mit fünf Raten säumig war. Am 24. Oktober 1375 folgte eine päpstliche Aufforderung an den Rat der Stadt Köln, den gegen Friedrich eingeleiteten Prozess bekannt zu machen. Papst Gregor XI. entband die Stadt aller Verpflichtungen gegenüber Friedrich.
Die Exkommunikation zeigte jedoch kaum Folgen im Erzstift. Der Klerus hatte sich schon früher über die Abführung von Geldern nach Avignon beschwert und insbesondere nach 1370 auf einer Synode kategorisch Zahlungen verweigert. Daher konnte Friedrich mit dem Rückhalt des Klerus rechnen. Dennoch wollte er den Kontakt zur Kurie nicht abreißen lassen. So stellte er am 1. Juni 1376 dem päpstlichen Nuntius 30.000 Gulden des Kaisers in Aussicht, die jener Friedrich im Herbst 1374 versprochen hatte. Gregor XI. bot schließlich im Februar 1377 Friedrich einen Vertrag an, bei sofortiger Zahlung von 30.000 Gulden auf weitere Forderungen zu verzichten und die Exkommunikation gänzlich aufzuheben.
Aber auch diesmal zahlte Friedrich nichts. Vielmehr änderte sich die Situation zugunsten Friedrichs durch das Aufkommen des Abendländischen Schismas. Am 27. Februar 1379 bekannte sich Friedrich mit König Wenzel und den rheinischen Kurfürsten zu Papst Urban VI. in Rom, der seit September 1378 mit dem Gegenpapst Clemens VII. in Avignon stritt. Papst Urban VI. erließ daraufhin seinem Anhänger Friedrich die Schuld von 120.000 Gulden und 11.000 Gulden Servitien und sprach ihn vom Kirchenbann frei.
Mit Hilfe seines Verwandten Kuno als unerschöpflicher Quelle von – zinslosen – Darlehen gelang es Friedrich innerhalb eines halben Jahrzehnts, sein Erzstift zu entschulden und dabei noch entfremdete Güter zurückzugewinnen. Ein wesentlicher Grund hierfür lag in der Ergiebigkeit der Rheinzölle, die enorme Bargeldsummen in die Kassen des Rentmeisters spülten. Nach dieser Entschuldung konnte Friedrich darangehen, bisher liegengebliebene Sicherungsmaßnahmen durchzuführen. Er ließ die Burgen Kempen, Liedberg, Hülchrath, Linn, Zons und Zülpich anlegen und die Befestigungen von Xanten ausbauen. Daneben erwarb er Kunstwerke für sich und die Kölner Kirche. Bei seinem Tod soll er 300.000 Gulden hinterlassen haben, was wohl übertrieben ist. Jedoch war sein Reichtum bei den Zeitgenossen bekannt und bewundert. Johann von Kleve nannte ihn 1449 rückblickend: „superhabundans et in redditibus adeo locuplex existens“ – einen Mann, der „überaus vermögend und mit Mitteln reich versehen“ war.

### Territorialpolitik
Friedrich von Saarwerden war einerseits um den inneren Ausbau seines Territoriums bemüht, andererseits nutzte er sich bietende Gelegenheiten, das Territorium des Erzstifts zu vergrößern. Sowohl im Rheinland als auch in Westfalen waren die Grafenbrüder Adolf und Engelbert von der Mark seine Hauptwidersacher, was gelegentliche Zusammenarbeit gegen Dritte jedoch nicht ausschloss. Friedrich profitierte davon, dass die Herzöge von Jülich in den 1370er Jahren durch Erbstreitigkeiten um das Herzogtum Geldern beansprucht waren und sich anschließend gegen das Herzogtum Brabant orientierten. Außerdem war das Verhältnis zum anderen Zweig des Hauses Jülich, den Grafen und seit 1380 Herzögen von Berg, nicht besonders eng, so dass sich trotz einzelner Spannungsfelder zwischen Jülich und Kurköln keine übergreifende Allianz gegen das Erzstift Köln bildete.

#### Innerer Landesausbau
Der innere Landesausbau schritt unter Friedrich von Saarwerden sowohl in der lokalen als auch zentralen Verwaltung voran, wobei hier zwischen der kirchlichen und administrativen Verwaltung und der politischen Leitung zu unterscheiden ist:
Die kirchliche Verwaltung war schon 1320 vollständig entwickelt. Nachdem im 13. Jahrhundert zunächst ein Offizial als Beamter für geistliche Angelegenheiten ernannt wurde, hatte sich bis 1320 eine Behörde von 40 Personen, darunter mehr als 20 Notare, mit eigenem Organisationsstatut und Satzung zur Regelung von Routinegeschäften entwickelt. Diese Trennung zwischen geistlichen Angelegenheiten des Erzbistums und weltlichen des Erzstifts wurde durch die Einführung des Generalvikars noch verstärkt (s. u.).
Die Amtsverwaltung kam unter Erzbischof Friedrich dahingehend zum Abschluss, dass flächendeckend neben dem Amtmann der Amtskellner angestellt wurde. Er griff dabei wesentliche Neuerungen seines Vorgängers Walram von Jülich aus den 1340er Jahren auf, nämlich die territoriale Fixierung der Ämter, die Einführung des Rentmeisters als zentraler Finanzbeamter und die Einrichtung des Rates als politisches Führungsgremium des Erzstifts. Somit wurde nach der Zentralverwaltung nun auch auf Amtsebene eine Trennung zwischen der fiskalischen und der militärischen Verwaltung eingeführt.
Die Zentralverwaltung entwickelte sich unter Friedrich weiter. Wie die meisten anderen Landesfürsten übte er zwar weiterhin eine Reiseherrschaft aus, er baute aber in Poppelsdorf eine feste Kanzlei mit Archiv auf. Seine Aufenthalte konzentrierten sich auf den Raum Brühl, Bonn und Godesberg, so dass neben seinem Reisehaushalt von ungefähr 60–100 Personen noch weitere 40 Personen in den dortigen Burgen zum Haushalt des Erzbischofs zu zählen sind. Drei Verwaltungssekretäre begleiteten ihn ständig und zwei waren in Poppelsdorf für die Akten des Erzbischofs zuständig – die Verschriftlichung nahm in großem Umfang zu, so dass aus seiner Regierungszeit mehr Regesten vorhanden sind als von allen seinen Vorgängern zusammen. Dennoch konnte diese Doppelung nicht auf Dauer bestehen und so wurde die Reiseherrschaft zugunsten einer örtlich gebundenen Zentralverwaltung, zunächst in Brühl, dann im 16. Jahrhundert endgültig in Bonn aufgegeben. Auch der Umfang des Schriftverkehrs nahm gewaltig zu. So übernahm Friedrich von seinem Vorgänger Adolf ein Lehnsregister und ließ selber ein Verzeichnis aller Lehnsleute nach Ämtern geordnet anlegen, das laufend aktualisiert wurde. Erste Kanzleivermerke sind aus Friedrichs Amtszeit überliefert sowie die Schaffung eines Registers („die Sammlung und buchförmige Zusammenstellung von Abschriften aller oder ausgewählter Schriftstücke, die in der Kanzlei produziert wurden“). Der Hauptaugenmerk bei der Registrierung lag eindeutig auf der Entwicklung der Besitztümer und Ländereien, was durch die hohe Anzahl an Quittungen zum Ausdruck kommt. Die Registrierung von Urkunden ist deshalb mehr zufällig als planmäßig erfolgt, Dienstanweisungen wurden generell nicht registriert. Erst unter Friedrichs Nachfolgern erfolgte eine der modernen Verwaltung entsprechende Aktenführung und Registraturbildung. Dennoch liegen aus Erzbischof Friedrichs Amtszeit mehr Schriftstücke vor als von allen seinen Vorgängern zusammen.
Am wenigsten entwickelten sich unter Friedrich von Saarwerden die politischen Institutionen des Erzstiftes – was durchaus als Erfolg des Erzbischofs zu werten ist. Denn dynastische Krisen, verlorene Kriege oder Misswirtschaft der Landesherren waren regelmäßig der Grund für die Entwicklung einer landständischen Verfassung. Ritter, Klerus und Städte taten sich zum Schutz des Territoriums zusammen und übernahmen die Schulden ihrer Herren gegen Zusicherung von Privilegien. In allen größeren Territorien des Nord-West-Raums – außer Kurköln – war es deshalb bis 1350 unter Zusammenschluss der Stände zu landständischen Verfassungen gekommen. Da es Friedrich von Saarwerden gelang, die Schuldenkrise seines Erzstiftes zu meistern, war er nicht auf die Hilfe der Stände angewiesen. Weil sein „Regierungsprogramm“ im Wesentlichen den Kapitulationen des Domkapitels bei der Bestellung Kunos von Falkenstein entsprach, kam es nicht zu Konflikten mit diesem Gremium – anders als seine Nachfolger musste Friedrich keine Wahlkapitulationen beschwören. Durch Aufnahme von Ministerialen und Mitgliedern des Domkapitels in seinen Rat konnte er vielmehr beide Stände für seine Herrschaftsführung verpflichten. Von Konflikten zwischen Erzbischof Friedrich und dem Domkapitel ist deshalb nichts zu hören – es war mehr Partner in der Regierung als landständische Opposition. Dies sollte sich erst unter der ruinösen Politik von Friedrichs Nachfolgern ändern, was 1462 zur Landständischen Vereinigung führen sollte, die als Verfassung des Kurstaates bis zum Ende des Ancien Régime Bestand hatte.
Friedrich von Saarwerden war in seiner Politik viel beweglicher, weil er finanziell unabhängiger agieren konnte als seine territorialen Nachbarn, was wesentlich zu seiner erfolgreichen Territorialpolitik beitrug.

#### Territorialgewinne im Ober- und Niederstift
Friedrich konnte schon zu Beginn seiner Herrschaft Nutzen aus Erbstreitigkeiten in kleineren Herrschaften im Süden und Norden des Erzstiftes ziehen und direkte Eroberungen machen sowie die vormals freien Herrschaften unter Kölner Lehensherrschaft bringen.
1372 mischte sich Friedrich in die Belange der Grafschaft Neuenahr ein. Hintergrund war die bis dato misslungene Erbfolge der Herren zu Saffenberg nach dem Aussterben des alten Grafenhauses im Jahr 1360. Johann von Saffenberg hatte Katharina von Neuenahr, die einzige Tochter des verstorbenen Grafen, geehelicht und sah sich nun mit den konkurrierenden Ansprüchen der Herren von Isenburg und Roesberg, entfernten Verwandten Katharinas, konfrontiert. Die Grafschaft Neuenahr war je zur Hälfte Lehen des Kölner Erzbischofs und des Herzogs von Jülich. Sowohl Friedrich als auch Herzog Wilhelm hatten Johann von Saffenberg als neuen Grafen bestätigt, doch konnte er sich in der ausbrechenden Fehde nicht halten und verlor bis Mitte 1372 die Burgen Neuenahr und Merzenich sowie zwei Drittel der Grafschaft. Erzbischof Friedrich griff nun in die Fehde ein, um Johann von Saffenberg zu unterstützen. Zwischen Mai und September 1372 wurden Neuenahr und Merzenich erobert. Letztere Burg zerstörte Friedrich und inkorporierte vorläufig auch die Herrschaft Rösberg in das Erzstift ein. Johann von Saffenberg erkaufte sich seinen Anspruch auf die Grafschaft Neuenahr teuer: Der Erzbischof behielt nicht nur die eroberten Positionen in Merzenich ein, er zwang den neuen Grafen auch, seinen Stammsitz zum Offenhaus zu erklären und den Burgberg von Neuenahr an den Erzbischof abzutreten. Sowohl direkt als auch indirekt war der Erzbischof der klare Gewinner aus der Neuenahrer Fehde. Der Herzog von Jülich als anderer Lehnsherr war seit 1371 als Regent für seinen minderjährigen Sohn völlig im Geldrischen Erbfolgekrieg gegen Mechthild von Kleve gebunden und musste Erzbischof Friedrich so das Feld überlassen. Die Herrschaft Roesberg wurde erst 1393 restauriert, diesmal jedoch als Lehen Kurkölns.
Nachdem sich Wilhelm von Jülich in Geldern 1377 durchgesetzt hatte, forderte er von Erzbischof Friedrich Kompensationen für dessen einseitiges Vorgehen in Neuenahr. Damit verbunden war die zwischen Kurköln und Jülich unbefriedigt gelöste Frage der Herrschaft in Zülpich. Friedrich schloss am 28. Mai 1379 einen Kompromiss, indem die Dörfer Merzenich und Girbelsrath für vier Jahre an Jülich vergeben wurden zusammen mit 6.000 Goldschilden, wofür Friedrich jedoch Zülpich allein verwalten durfte – ein für das Erzstift günstiges Ergebnis. Friedrich suchte deshalb diese Vereinbarung auf Dauer zu erhalten, einmal durch nur leicht abgeänderte Verträge 1388 und 1393, zum anderen durch die Erneuerung der Stadtbefestigungen und den Bau einer wehrhaften Burg. Obwohl Friedrich sich die Stadt in nahezu allen Rechten mit dem Herzog von Jülich-Geldern am 3. Juli 1397 teilen musste, galt diese Bestimmung nur auf Lebzeit der Vertragspartner, und so setzte Friedrichs Amtmann nach dem frühen Tod Wilhelms von Jülich-Geldern 1402 seinen Jülicher Kollegen vor die Tür. Obwohl es dem Erzbischof gelang, den Jülicher Herzog die Vogtei über Zülpich zu entreißen, konnte eine Ausweitung der Schöffengerichtsbarkeit auf die umliegenden Dörfer nicht durchgesetzt werden. 1409 verstetigten beide Seiten die bisherige Position, dass Merzenich und Girbelsrath bei Jülich, Zülpich und vier vorgelagerte Dörfer bei Köln verbleiben sollten, wofür der Erzbischof 7.000 Gulden zahlte. Bei diesem Bestand ist es dann auch geblieben.
Auch im Norden seines Erzstiftes konnte Friedrich von Saarwerden kleine Gewinne erzielen, indem er die freie Herrschaft Helpenstein unter seine Lehnsherrschaft brachte. Im Herbst 1373 begann Friedrich eine 1371 angesagte Fehde mit Gumprecht von Alpen. Gumprecht wollte nach dem Aussterben der letzten Herren von Helpenstein (mit Besitz über Helpenstein, Grimlinghausen und Hoisten bei Neuss) die Herrschaft gewaltsam okkupieren. Zur Hälfte war die Herrschaft Eigentum der Herren von Blankenheim, die Gumprecht ihren Anteil verpfändet hatten. Neben dem Besitz der einen Hälfte wollte Gumprecht nun durch die Gefangennahme Johanns von Lennep – durch seine Gattin der nächste Anwärter auf die Herrschaft – und durch die Wiedererrichtung einer schon niedergelegten Burg in Helpenstein das Eigentum an der anderen Hälfte erzwingen. Der Erzbischof eroberte schnell die gesamte Herrschaft und zerstörte die Burg. In einem Sühnevertrag trat Gumprecht von Alpen 1378 alle Rechte an den Erzbischof ab, der dem Blankenheimer seine Hälfte aushändigte, die andere aber einbehielt. Mit Johann von Lennep einigte man sich 1387, dass er die Hälfte der Herrschaft als Lehen bekommen sollte. Somit gingen Helpenstein und Grimlinghausen zur Hälfte in das Erzbistum über. Damit kassierte Erzbischof Friedrich auch die letztmals 1369 erwähnten Rechte der Grafen von der Mark an Helpenstein, die noch zu Beginn des 14. Jahrhunderts die Hälfte von Helpenstein besessen und dort Amtleute eingesetzt hatten.

#### Unterdrückung der Autonomiebestrebungen der Stadt Neuss
In den Wirren um die Besetzung des Erzstuhls von Köln 1362/63 hatten sich die Städte des Erzstiftes verbündet und sich gegen die Bevormundung erhoben. Friedrich von Saarwerden wollte nun die Spätfolgen der städtischen Einigung beseitigen. Er wählte die Stadt Neuss, um ein Exempel zu statuieren, weil in dieser Stadt das Autonomiestreben weg von landesherrlicher Bevormundung besonders ausgeprägt war. In den Städten Brühl und Bonn mit der Godesburg war der Widerstand gegen den Landesherrn hingegen gering, weil sich der Erzbischof nicht nur bevorzugt dort aufhielt, sondern auch seine Residenzorte förderte (Burgbau Brühl). Und die Städte Linz und Andernach im Süden waren Anfang der 70er Jahre noch Kuno von Falkenstein verpfändet, der dort – zum Teil gewaltsam – für Ordnung in seinem Sinne sorgte. Neuss hingegen war die größte Stadt des Kurstaates und die einzige im Niederstift.
Die Aktionen gegen Neuss plante der Erzbischof sorgfältig und führte sie zeitlich versetzt durch. Zuerst wurde die Verlegung des Rheinzolls von Neuss nach Zons im August 1372 vorgenommen, wodurch die Zollbefreiung der Neusser Bürger entfiel und auf die Zonser überging – bei der Bedeutung von Neuss als Handelsplatz eine empfindliche finanzielle Einbuße vieler Bürger zugunsten des Erzbischofs. Anlass hierfür war die allmähliche Verlagerung des Rheins von Neuss weg gegen Osten – heute passiert der Rhein ca. 5 km östlich des Stadtkerns. Neuss war aber immer noch über die Erft mit dem Rhein verbunden und so mussten die Schiffer nach Neuss hinauffahren, um den Zoll zu entrichten. Die Neusser begannen nun, die Schiffer auch dazu zu zwingen, ihre Waren zu entladen, damit sie in Neuss zum Verkauf angeboten werden sollten. Dieses Stapelrecht stand am Niederrhein aber nur Köln zu.
Der Erzbischof verlegte mit einem Federstrich den Zoll an das etwas südlicher gelegene Zons, damit die Schifffahrt auf dem Rhein nicht weiter behindert würde. Das Dorf Zons erhob er hierzu am 20. Dezember 1373 zur Stadt. Um die neue Zollstation in Zons zu schützen, ließ er die Burg Friedestrom errichten. Im Mai 1373 verfasste Friedrich eine Schrift, in der er die Unbotmäßigkeit der Stadt, die Behinderung der Rheinschifffahrt und der erzbischöflichen Justiz beklagte und schließlich den ihm dadurch entstandenen Schaden auf mehr als 100.000 Gulden bezifferte – die Stadt wies natürlich alle Anschuldigungen von sich. Ein Schiedsgericht wurde angerufen, besetzt mit Mitgliedern des Domkapitels und Kuno von Falkenstein. Es kam aber nicht zu einem beide Seiten befriedigenden Ergebnis. Beide Parteien einigten sich erst 1377, wobei der Kölner Erzbischof prinzipiell Recht bekam und die Stadt Neuss eine gewisse Entschädigungssumme zu zahlen hatte, im Gegenzug jedoch wieder die Zollfreiheit für den Zoll in Zons erhielt. Nach 1377 ist es auch nicht mehr zu Spannungen zwischen dem Erzbischof und der Stadt Neuss gekommen, denn die Patrizier in Neuss brauchten den Rückhalt beim Erzbischof gegen eine zunehmend aufsässige Bevölkerung.

#### Schöffenkrieg und Ausgleich mit der Stadt Köln
1374 bis 1377 erschütterte der Schöffenkrieg das Machtgefüge innerhalb der Stadt Köln. Erzbischof Friedrich von Saarwerden hatte diese Auseinandersetzung mit provoziert, wobei die Antriebskräfte innerhalb der Stadt zu suchen waren. Ausgangspunkt war der Streit um die Kompetenzen der Schöffen von Köln. Diese waren für die Hochgerichtsbarkeit der Stadt zuständig und das einzige Überbleibsel landesherrlicher Macht in Köln, weil die Schöffen allein vom Erzbischof aus dem Kölner Patriziat ausgewählt wurden. Der Erzbischof erhob im Schöffenkrieg Anspruch auf ein Schöffenweistum, das ihm alle Herrlichkeit und Gewalt, die hohe Gerichtsbarkeit, jegliche Gebote und Verbote, sowie Zoll und Münze vorbehielt. Der Kaiser verbriefte ihm diese Privilegien. Zusätzlich setzte er Köln in die Reichsacht und hob alle Privilegien für die Stadt auf, wohl um Friedrichs Stimme bei der bevorstehenden Königswahl seines Sohnes Wenzel sicher zu sein. Köln sorgte im Gegenzug dafür, dass in Avignon der säumige Schuldner Friedrich exkommuniziert und die Stadt von der Gefolgschaft entbunden wurde. Kriegerische Auseinandersetzungen verwüsteten das Umland, vor allem die Stadt Deutz. Schließlich kamen beide Seiten zu der Erkenntnis, dass bei Fortsetzung des Prinzipienstreits die wirtschaftlichen Nachteile für beide Seiten größer wären. Ein Sühnevertrag bestätigte den status quo ante, in dem Köln auch alle Privilegien wiedererlangte. Friedrich kam zu der Erkenntnis, dass sein Einfluss innerhalb der Stadt gering war – der städtische Klerus hatte sich während der Auseinandersetzung auf die Seite der Bürger geschlagen und war der Aufforderung Friedrichs, die Stadt zu verlassen, nicht gefolgt.
Ein Ausbau der rechtsrheinischen Exklave Deutz im Bergischen Herzogtum wurde am 29. März 1393 zunichtegemacht, als die Bürgerschaft von Köln das Kloster Deutz eroberte. Dies rief jedoch den Herzog von Berg als Kirchenvogt auf den Plan und die Kölner schleiften die kurkölnischen Befestigungen um die Abtei und räumten erst 1396 ihre Positionen wieder, womit der Zustand von 1377 wiederhergestellt war. Hingegen kooperierten die Kölner sehr gut mit Erzbischof Friedrich, wenn es um die Beseitigung neuer Rheinzölle ging – so 1380 gegen einen bergischen Zoll in Düsseldorf – und die Währungseinheit am Rhein – beide schlossen 1386 mit den anderen rheinischen Kurfürsten und dem Herzog von Jülich ein Kartell zur Stabilisierung des rheinischen Guldens.
Insgesamt war das Verhältnis zwischen dem Erzbischof und seiner Domstadt seit 1377 von Pragmatismus gekennzeichnet. Dazu meinte Wilhelm Janssen: „Weil es die Durchsetzung oder wenigstens Anerkennung seiner heerlicheit war, auf die es dem Erzbischof in seinem Verhältnis zu Köln ankam, nahm er ein für die Verfassung der Stadt einschneidendes Ereignis wie den Sturz der Geschlechterherrschaft 1396 ohne erkennbare Reaktion hin. Gegen eine „Verehrung“ von 8.000 Gulden erkannte er die innerstädtische Neuordnung ohne Einwände an.“

#### Auseinandersetzungen mit den Grafenbrüdern Adolf und Engelbert von der Mark
Der Hauptwidersacher von Erzbischof Friedrich von Saarwerden war Graf Engelbert III. von der Mark, nach dem Tod von Erzbischof Engelbert von Köln 1368 das Haupt der Familie. Mit Engelberts Unterstützung war sein Bruder Adolf im selben Jahr Graf von Kleve geworden, wobei er für seine Unterstützung alle rechtsrheinischen Gebiete erhielt (Wesel und Duisburg). Ein dritter Bruder, Dietrich von der Mark, wurde mit der Stadt Dinslaken abgefunden. Um sich am Rheinhandel zu bereichern, übernahm Engelbert von Graf Friedrich von Moers einen Rheinzoll in Ruhrort, den Friedrich von Saarwerden 1373 erfolglos versuchte aufzuheben.
Der Hauptgrund der Auseinandersetzungen zwischen Erzbischof Friedrich und Graf Engelbert lag aber in Westfalen. Denn als Kuno von Falkenstein Administrator war, konnte er die Grafschaft Arnsberg vom letzten Grafen Gottfried IV. von Arnsberg erwerben, wobei Engelbert von der Mark als nächster Verwandter übergangen wurde. Friedrich ließ sich 1371 zur Absicherung der Erwerbung von Karl IV. mit der Grafschaft belehnen. Er hat auch aktiv seine Rechte als Herzog von Westfalen in Anspruch genommen. So hat er 1372 als erster zusammen mit den Bischöfen von Münster, Paderborn und Osnabrück sowie Graf Engelbert den Eid auf den vom Kaiser erlassenen Landfrieden geleistet. Außerdem reklamierte Friedrich als Herzog von Westfalen Geleitrechtsschutz und als Erzbischof geistliche Gerichtsbarkeit in der Grafschaft Mark, denen sich Engelbert entziehen wollte. Diese natürlichen Gegensätze wurden dadurch verschärft, dass mit dem Wechsel von Erzbischof Engelbert 1366/68 zu Kuno von Falkenstein und Friedrich von Saarwerden Engelbert Ämter in Westfalen entzogen wurden.

##### Auseinandersetzungen mit Engelbert von der Mark in Westfalen
Noch 1366 hatte Engelbert in einer Fehde Arnsberg in Schutt und Asche gelegt und Graf Gottfried als eigenständige Kraft in Westfalen ausgeschaltet. Dies konnte Engelbert insofern ungestört tun, als sein Onkel als Erzbischof von Köln ihn nicht nur frei gewähren ließ, sondern ihm auch noch das südwestlich von Arnsberg gelegene Amt Waldenburg-Schnellenberg um Attendorn übergab und ihn zum Marschall von Westfalen erhob, was Graf Engelbert zum erzbischöflichen Stellvertreter im Herzogtum Westfalen und Herrn über weitere Ämter östlich von Arnsberg machte. Im Friedensvertrag vom 22. Juli 1367 musste Gottfried IV. Land und Burg Fredeburg im Süden von Arnsberg an Graf Engelbert abtreten. Den Erwerb hatte Engelbert vorbereitet, indem er ältere Lehnsrechte an Fredeburg aufgekauft hatte und sie nun mit den militärischen und legalen Mitteln des Marschalls von Westfalen durchsetzen konnte.
Engelbert von der Mark hatte damit seine territorialpolitischen Ziele im südlichen Sauerland erreicht, doch entstand unverhofft eine Situation, die den Erwerb der ganzen Grafschaft Arnsberg möglich machte. Die nächsten Verwandten des kinderlosen Grafen Gottfried von Arnsberg waren über eine Tante Gottfrieds die Grafen von Oldenburg. So ließ Gottfried IV. seine Untertanen dem Grafen von Oldenburg 1364 huldigen, um nach seinem absehbaren Tod den reibungslosen Übergang seiner Grafschaft an Oldenburg zu gewährleisten. Der designierte Erbe Christian von Oldenburg fiel jedoch 1368 zusammen mit seinem Vater Moritz im Kampf gegen die Friesen. Der Graf von der Mark war über Gottfrieds Frau Anna von Kleve nun der nächste Verwandte und damit der wahrscheinliche Erbe der Grafschaft Arnsberg.
Um seinem Erzfeind diesen Erfolg nicht auch noch zu ermöglichen, verkaufte Gottfried IV. seine Grafschaft an die Erzbischöfe von Köln. Kuno von Falkenstein bewerkstelligte diesen Verkauf still und heimlich am Todestag von Erzbischof Engelbert. Am 19. November desselben Jahres starb Graf Johann von Kleve und Graf Engelbert zog ins Feld an den Niederrhein, um seinen Bruder in den Besitz der Grafschaft zu setzen, während unterdessen, kaum beachtet, der Administrator von Köln das Machtgefüge in Westfalen umwarf. Die Übergabe der Grafschaft Arnsberg erfolgte dann von langer Hand geplant und dennoch überraschend am 18., bzw. 22. Juni 1369, verbunden mit dem Entzug des Marschallamtes am 24. Juni 1369, das Kuno ausgerechnet noch Graf Gottfried IV. verliehen hatte. Spöttisch hält der Administrator in der Ernennungsurkunde des ehemaligen Grafen von Arnsberg fest, dass er Engelbert von der Mark das Marschallamt entzogen habe, weil „vnse lieue vrund Engelbert Greue van der Marke mit viel kriegen vnd vrleugen beladen ist, vnd he sie darvmb nyt alsomal beschirmen mag als he dede vnd as is dem Gestichte vnd sinen armen luden wal noyt were“.
Auch das Amt Waldenburg-Schnellenberg wurde Engelbert von der Mark in der Folge entzogen. Vor dem 2. Juli 1371 übergab der Administrator Kuno von Falkenstein das Amt dem Bischof von Paderborn, der sich aber nicht gegen Engelbert durchsetzen konnte oder wollte, weshalb Friedrich diese Aufgabe am 9. Juli 1373 in die Hände seines Amtmanns von Recklinghausen, Heidenreich von Oer, legte. Vor Ende des Jahres 1373 war das Amt wieder fest in Kölner Hand und der neue Amtmann wurde damit beauftragt, Güterübertragungen, die in den acht Jahren märkischer Herrschaft erfolgt waren, rückgängig zu machen.
Engelbert versuchte daraufhin, erzstiftische Güter und Rechte in der Grafschaft Mark an sich zu reißen. So versuchte er das zwischen ihm und Erzbischof Friedrich geteilte Gericht Bochum ganz in seine Hände zu bekommen, ebenso wie auch die kurkölnischen Güter Schwelm und Hagen, die er 1375 auf indirektem Wege pachten konnte. Auch ließ er sich als Kriegsherr der Kölner im Schöffenkrieg für nicht weniger als 5.000 Gulden anheuern, um gegen Friedrich zu Felde zu ziehen.
Vor dem 4. Januar 1380 eröffnete Engelbert von der Mark auch offiziell eine Fehde mit Erzbischof Friedrich, in der er von seinen Brüdern und seinem Schwager Johann von Nassau unterstützt wurde. Offiziell machte Johann Erbschaftsansprüche auf die Grafschaft Arnsberg geltend, tatsächlich wollte er den Erzbischof aus der Stadt Siegen verdrängen, die Johann mit Friedrich von Saarwerden bis dato gemeinsam regierte. Am 14. Februar 1381 kam es zum Sühnevertrag, der Johann von Nassau die Stadt Siegen und Engelbert von der Mark Bochum, Hagen und Schwelm überließ. Hingegen konnte Friedrich seine herzöglichen Geleitrechte in Westfalen behaupten und finanzielle Forderungen Engelberts aus seiner Tätigkeit als Marschall von Westfalen zurückweisen. Schon im darauffolgenden Jahr brach die Fehde wieder aus, wobei der saturierte Graf von Nassau diesmal nicht zugunsten der Märker eingriff. Eine Sühne erfolgte erst am 7. November 1384. Sie bestätigte im Wesentlichen den status quo ante. Eine gewisse Entspannung entstand in den darauffolgenden Jahren, zumal mit Engelbert von der Mark, denn 1388/89 zog Friedrich gemeinsam mit dem Grafen von der Mark gegen die Stadt Dortmund, die wiederholt in Wahlkapitulationen der römischen Kaiser und Könige, zuletzt von Wenzel, dem Erzbischof von Köln zugesprochen worden war, ihre Unabhängigkeit aber als Reichsstadt behaupten konnte. Die Dortmunder Fehde führte jedoch nicht zur Eroberung der Stadt; sie konnte sich im nächsten Jahr freikaufen.

##### Der Erwerb von Linn und die Auseinandersetzung mit Graf Adolf am Niederrhein
Erzbischof Friedrich gelangte spätestens 1388 in den Besitz des Landes Linn, welches vormals unumstrittenen Gebiet der Grafen von Kleve war. Dies führte in den Jahren 1391 und 1392 zu einer größeren Fehde zwischen Adolf von der Mark und Friedrich von Saarwerden.
Das Land Linn bildete einen Sonderfall innerhalb der Grafschaft Kleve, da es räumlich von den nördlicheren Gebieten getrennt und von alters her die Witwenresidenz der Gräfinnen von Kleve war. So war auch Mechthild von Kleve 1368 nach dem Tod ihres Mannes in den Besitz der Herrschaft gelangt. Auch als sie wieder heiratete und gegen ihre jüngere Schwester Anspruch auf das Herzogtum Geldern erhob (Erbfolgekrieg in Geldern 1371–79), blieb sie Herrin der Burg Linn. Sie verschuldete sich jedoch wegen der Kriegsführung in Geldern bei ihrem Amtmann in Linn, Heinrich von Strüneke, und verpfändete ihm das Land am 6. März 1378 für 6.000 Gulden und für weitere 54.000 Gulden am 21. Februar 1380.
In ihrer finanziellen Zwangslage verpfändete sie Linn gleich noch einmal an Friedrich von Saarwerden für 45.000 Gulden am 18. April 1378. In der älteren Forschung wird dies als Ausgangspunkt eines geplanten Erwerbs des Landes Linn durch Friedrich von Saarwerden gesehen, was jedoch eine Überinterpretation der Quellen ist; Friedrich hat das Geld nie ausgezahlt. Am 9. Januar 1385 kaufte Friedrich von Saarwerden Linn von Heinrich von Strüneke für 20.000 Goldschilde und eine Leibrente von weiteren 2.000 Goldschilden. Auch diesmal zahlte Friedrich von Saarwerden erst einmal kein Geld.
Friedrich schuf jedoch juristische Grundlagen für eine Besitzübertragung. Mechthild war zwar im Besitz von Linn gewesen und hatte es an Heinrich von Strüneke weitergereicht, der Eigentümer war jedoch unbestritten der Graf von Kleve, was Friedrich selbst anerkannt hatte. Nun hatte aber Adolf von der Mark noch nicht bei Friedrich von Saarwerden um die Belehnung mit der Grafschaft Kleve nachgesucht (die meisten Städte und Gebiete von Kleve waren kurkölnische Lehen). Friedrich hatte sich von Kaiser Karl IV. 1372 das Privileg ausstellen lassen, Lehen ohne männliche Nachkommen als heimgefallen einziehen zu können. Johann von Kleve war ohne Erben gestorben, weshalb Friedrich behaupten konnte, dass die Grafschaft an Kurköln heimgefallen sei. Zusätzlich ließ er sich von Johanns Schwester und Ehefrau Gottfrieds IV. von Arnsberg die Ansprüche auf die Grafschaft Kleve 1377 schenken. Daher belehnte Friedrich am 8. März 1385 den gescheiterten Prätendenten von 1368, Otto von Arkel, mit der Grafschaft Kleve außer mit „castro, opido et terra Lynnensi, die dem Erzbischof heimgefallen sind und mit welchen der Erzbischof ihn nicht belehnen will.“. Förmlich beurkundete Otto diesen Verzicht auf Linn in seiner Lehnsurkunde am 7. Mai 1385 für sich und seine Familie. De jure hatte sich Friedrich von Saarwerden auf diese Weise geschickt zum Herrn von Land und Burg Linn gemacht.
Drei Jahre später zahlte Friedrich von Saarwerden schließlich vor dem 13. Juli 1388 die 4.000 Gulden Anzahlung an Heinrich von Strüneke und setzte sich in Besitz des Landes Linn; weitere Auszahlungen sind nicht mehr belegt. Warum der Erzbischof drei Jahre für die Besitzübertragung gewartet hatte und gerade jetzt Adolf von der Mark verprellte, als er mit dessen Bruder Engelbert gegen Dortmund Krieg führte, lässt sich den Quellen nicht schlüssig entnehmen. Jedoch lieferte der Besitzwechsel Linns aus den klevischen in die kurkölnischen Hände den Vorwand für eine dritte Fehde zwischen Adolf und Engelbert von der Mark einerseits und Friedrich von Saarwerden andererseits in den Jahren 1391 und 1392.
Im Verlauf dieser Fehde nahmen die Bürger von Rees am 5. Februar 1391 den Grafen Adolf von Kleve in einer spektakulären Aktion gefangen, als er des Nachts mit nur einem Begleiter nach einem Stelldichein bei seiner Geliebten, der Äbtissin von Marienbaum, in einem Nachen über den Rhein setzte. Sie ließen ihn jedoch wieder frei, als Engelbert von der Mark und sein Bruder Dietrich die Stadt belagerten. Von Wesel aus unternahmen Reiter zwischen März und Juni 1391 Streifzüge gegen Rees, Uerdingen, Linn und Recklinghausen. Die Stadt Xanten wurde dreimal von märkischen Truppen im Jahr 1391 berannt, jedoch ohne Erfolg. Am 21. Juli eroberte Friedrich von Saarwerden Kalkar und wies die Stadtbewohner aus. Im Gegenzug verheerte ein zehntägiger Kriegszug des Grafen Engelbert von der Mark das Niederstift Köln. Die Ausweisung der Kalkarer Bevölkerung setzte wohl Friedensgespräche in Gang, die durch den Tod Engelberts III. am 22. Dezember 1391 beschleunigt wurden. Am 10. April 1392 kam ein Sühnevertrag zwischen dem Erzbischof und Graf Adolf sowie dessen Söhnen zustande.
Am 1. Mai 1392 schließlich wurde ein Friedensvertrag geschlossen, in dem alle Familienmitglieder des Hauses Mark den Verzicht auf das Land Linn aussprachen. Im Gegenzug wurden die Übertragungen in Westfalen an Engelbert aus den Sühneverträgen 1382 und 1384 bestätigt. Am Niederrhein musste Friedrich dem Grafen von Kleve die Stadt und das Amt Rees überlassen. Sie waren wohl schon vor Ende der Kampfhandlungen an Kleve gefallen, zumindest siegelte der Amtmann von Rees auf Klever Seite im Sühnevertrag von 10. April. Im Friedensvertrag verpfändete Friedrich die Stadt und verrechnete sie mit dem Land Linn. Im Gegensatz zu einer Eigentumsübertragung musste sich die Stadt bei der Besitzübertragung als Pfand neutral in künftigen Auseinandersetzungen verhalten. Die Herrschaft über Xanten wurde geteilt. Die Klever Grafen waren zuvor Stiftsvögte gewesen und der Kölner Erzbischof Herr der Stadt, was zu Kompetenzverwirrungen und dauerhaften Streitigkeiten geführt hatte. Auch hier wurde somit ein Konfliktherd entschärft. Seine Macht als rheinischer und westfälischer Herzog konnte Friedrich noch einmal unterstreichen, indem Adolf endlich um die Belehnung mit Kleve nachsuchte und sie auch erhielt.
Der Kompromissfriede von 1392 hielt über den Tod Adolfs von der Mark 1394 hinaus bis zum Tod Friedrichs von Saarwerden. Den Aufstieg von Adolfs gleichnamigem Sohn zum Herzog hat Friedrich nicht mehr erlebt. Auch war dieser Aufstieg nicht vorgezeichnet, sondern im Wesentlichen dem Sieg des Klever Grafen 1397 in der Schlacht von Kleverhamm über seinen Onkel Wilhelm von Berg zuzuschreiben. Friedrich ergriff in dieser Fehde nicht Partei, aber er hielt Wilhelm von Berg durch Verträge mit ihm den Rücken frei.

### Reichspolitik
Friedrich war ganz Territorialpolitiker und hielt sich in Reichsangelegenheiten zurück, zumal der Niederrhein und Westfalen als königsferner Raum kaum von der Reichspolitik berührt wurden. Der Kaiser bedachte Friedrich als künftigen Wähler seines Sohnes bis 1376 großzügig mit Privilegien, die aber mehr formellen Charakter hatten und territorialpolitisch nicht von Bedeutung waren. Mit den Luxemburgern Karl IV. und Wenzel lehnte sich Friedrich an den König von Frankreich an, dessen Lehnsmann Friedrich am 11. Juli 1378 für die Zahlung von jährlich 3.000 Goldfranken wurde.
Von den kaiserlichen Privilegien ragt das Amt des Reichsvikars im Westen hervor. Weil Kaiser Karls Bruder Wenzel, Herzog von Luxemburg und Brabant, in der Schlacht bei Baesweiler 1371 von den Herzögen Wilhelm von Jülich und Eduard von Geldern vernichtend besiegt wurde, konnte er dieses Amt nicht mehr ausüben, weshalb der Kaiser es am 30. Mai 1372 an Friedrich von Saarwerden als nach Brabant mächtigsten Reichsfürsten zwischen Schelde und Weser verlieh. Friedrich benutzte den Titel in der Folge und ist auch mit Amtshandlungen eines Vikars belegt. Im Zuge der Wahl Wenzels zum römischen König wurde Friedrich im Juli 1376 – unter anderem – das Vikariat um zehn Jahre verlängert, doch ist Friedrichs Tätigkeit als Reichsvikar nur bis 1378 nachweisbar.
Als Koronator des Reiches konnte Friedrich am 6. Juli 1376 in Aachen Wenzel von Böhmen die Reichskrone aufsetzen – das erste Mal zu Lebzeiten des Kaisers seit der Krönung Heinrichs, des Sohns Kaiser Friedrichs II., am 8. Mai 1222. Nach dem Tod Karls IV. empfing Friedrich am 14. September 1379 nach seiner Huldigung von König Wenzel erneut die Regalien „beiderseits des Rheins, im Herzogtum Engern und Westfalen und im Herzogtum Lothringen als Lehen von König und Reich.“
In Reichsangelegenheiten stimmte sich Friedrich mit den anderen rheinischen Kurfürsten ab und war daher auch am 20. August 1400 einer der Wähler Ruprechts III. von der Pfalz zum Gegenkönig, den er im Kölner Dom zum Römischen König krönte; die Stadt Aachen hielt weiterhin zu den Luxemburgern und hatte den Einlass verwehrt. Als Ruprecht 1410 starb, wählte Friedrich mit den anderen Kurfürsten einstimmig Sigismund zum neuen König.
Friedrich hatte zu Beginn seiner Amtszeit die Privilegierung durch den Kaiser gesucht, um Rechtsansprüche für eine aktive Territorialpolitik zu bekommen. Karl IV. hatte ebenfalls ein Interesse, nach der Niederlage seines Bruders bei Baesweiler den Kölner Erzbischof zum mächtigen Gehilfen kaiserlicher Politik aufzubauen und als Wähler seines Sohnes zu gewinnen. Mit dem Schwinden der kaiserlichen Macht unter König Wenzel versuchte Friedrich von Saarwerden spätestens ab 1400 Reichs- und Territorialangelegenheiten zu trennen.

### Kirchenpolitik
Friedrich wandte der Kirchenpolitik weitaus weniger Aufmerksamkeit zu als der Territorialpolitik: „Gegenüber seinen politischen Aktivitäten trat sein geistliches Wirken zurück.“ Die geistliche Gerichtsbarkeit suchte er in den Territorien seiner Nachbarn zu erhalten, freilich nicht in religiöser, sondern in landesherrlich-territorialer Absicht.
Dennoch gibt es auch kirchenpolitische Maßnahmen zu verzeichnen. So berief er schon 1372 eine Synode des Kölner Klerus ein. Die Kirchenverwaltung modernisierte er durch die Schaffung des Generalvikars 1374. 1399 visitierte er Geistlichkeit und Stifte Kölns und erließ neue Statuten. Friedrich gelang es, im Schisma eine unabhängige Position zu wahren, indem er die Publikation päpstlicher Schreiben nur nach einer Überprüfung seiner Kanzlei erlaubte, womit dem Papst eine direkte Kommunikation mit dem Klerus wie den Laien unmöglich gemacht wurde.
Da er sich mit den anderen Kurfürsten und König Wenzel für den Papst in Rom ausgesprochen hatte (sogenannter Urbansbund), ernannte ihn im Mai 1380 Papst Urban VI. zum Legaten auf Lebenszeit. Um 1384/1385 sollte Friedrich sogar die Kardinalswürde erhalten, er lehnte sie allerdings wegen der damit einhergehenden Verpflichtungen ab. Er wollte sich aufgrund seiner guten Kontakte zu Frankreich nicht zu eindeutig positionieren. Vielmehr gehörte er zu den Kirchenfürsten, die ein Ende des Schismas anstrebten, und so zählte er zu den Befürwortern des Konzils von Pisa 1409.

### Familienpolitik
Am 10. September 1376 wurde ein Heiratsvertrag zwischen Friedrich von Saarwerden und Friedrich von Moers geschlossen, in dem der Erzbischof seine Schwester Walburga dem Grafen von Moers zur Frau gab. Anstelle der Mitgift über 4.000 Gulden tilgte der Erzbischof Schulden des Moerser Grafen in dieser Höhe in Rees und Rheinberg. Dem Erzbischof wurde für drei Jahre die Mitregierung in der Grafschaft eingeräumt. Am 14. August 1379 quittierte Friedrich II. von Moers über den Empfang aller 4.000 Gulden. Damit endete wohl auch die gemeinsame Herrschaft über das Land Moers. Dennoch versicherte sich Friedrich durch die Heirat der Unterstützung dieses wichtigen Grafen, dessen Territorium sich zwischen die kurkölnischen Besitzungen Rheinberg und Neuss schob. Durch die Ehe gedachte Friedrich seinen Einfluss im Norden des Erzstifts auszudehnen. Als im Jahr 1397 Friedrichs Bruder Graf Heinrich III. von Saarwerden kinderlos starb, war der Erzbischof einer der Erben, überließ die Grafschaft jedoch seinem Schwager bzw. dessen Sohn, seinem Neffen Friedrich IV. von Moers.
Zur Familienpolitik gehört auch Friedrichs Versuch, einen Erzbischofsverbund aus Familienmitgliedern zu schaffen. 1388 hatte Kuno von Falkenstein im hohen Alter von 68 Jahren das Erzbistum Trier seinem und Friedrichs Verwandten Werner von Falkenstein und Königstein „vererbt“, indem er ihn zum Koadjutor bestellt und beim Papst die Entbindung von seinen Pflichten ersucht und auch erhalten hatte. Werner unterstützte Friedrich auch zunächst – so bei der Fehde mit den Brüdern Adolf und Engelbert von der Mark 1391–1392. Gemeinsam versuchten die beiden Erzbischöfe Friedrichs Verwandten – eventuell sogar Neffen – Gottfried von Leiningen 1396 zum Erzbischof von Mainz zu machen, wofür sie ungeheure Bestechungsgelder an die Mitglieder des Domkapitels zahlten, von bis zu 110.000 Gulden sprach man. Papst Bonifatius IX. ernannte aber Adolf von Nassau zum Erzbischof, der sich 1397 auch gegen Gottfried durchsetzen konnte. 1409 ist er als Legat Friedrichs auf dem Konzil von Pisa zuletzt erwähnt. Auch das Verhältnis von Werner zu Friedrich zerbrach nach 1400 an dem Versuch Werners, gegen den Willen Friedrichs die Abtei Prüm in das Erzstift Trier zu inkorporieren. Werner war außerdem weitaus unfähiger als sein Vorgänger und wurde schließlich für geistesschwach erklärt. Die Bestellung Gottfrieds von Leiningen als Koadjutor für Werner gelang ebenfalls nicht, so dass eine familiäre Hausmacht der drei bedeutendsten geistlichen Fürstentümer im Reich nicht zustande kam.
Als seinen eigenen Nachfolger baute Friedrich seinen Neffen Dietrich von Moers auf, den Sohn aus der Ehe von Friedrich von Moers und Walpurga von Saarwerden. 1409 entsandte ihn Friedrich als seinen Stellvertreter zum Konzil von Pisa. Als sich Friedrichs Leben dem Ende zuneigte, übergab er die Schätze und festen Plätze des Erzstifts seinem Neffen, um die Wahl des Elekten von Paderborn, Wilhelm von Berg, jüngerer Sohn Herzog Wilhelms von Berg, als Nachfolger auf dem Kölner Erzstuhl zu verhindern. Dietrich konnte sich daher trotz der mächtigen Opposition schnell durchsetzen.
Seinen eigenen Sohn Heinrich, den er mit einer Benediktinernonne gezeugt hatte, ließ Friedrich am 13. November 1409 durch den auf dem Konzil von Pisa ausgerufenen Papst Alexander V. – der heute als Gegenpapst gilt – von seinem Geburtsmakel dispensieren, damit dieser die kirchlichen Weihen sowie Benefizien, Kanonikate und Dignitäten empfangen könne.

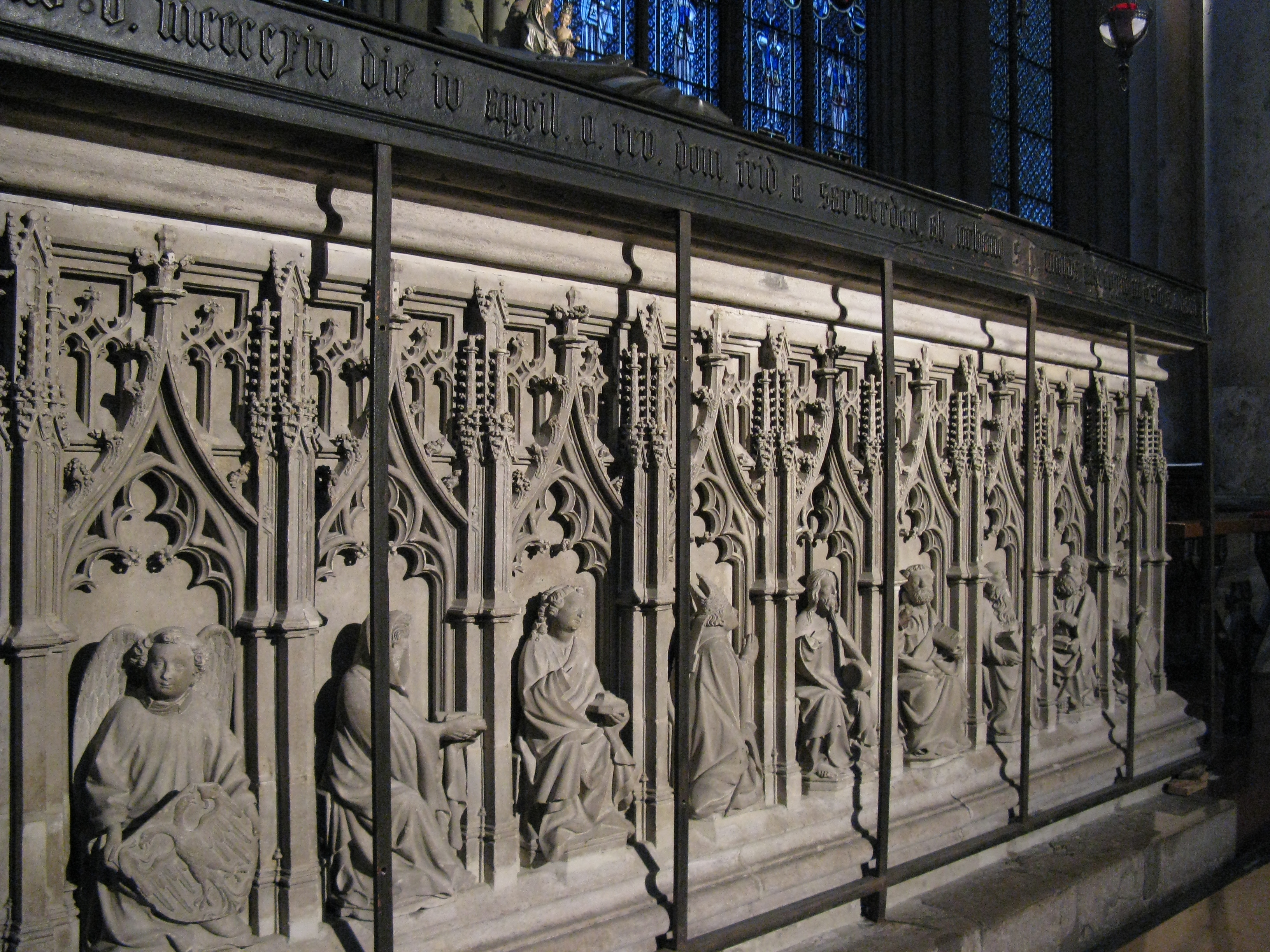
Grab im Kölner Dom

### Tod
Friedrich starb am 9. April 1414 in Bonn. Nachdem sein Leichnam für drei Tage in Bonn aufgebahrt worden war, wurde er in einem Hochgrab in der Marienkapelle im Kölner Dom beigesetzt. Die Zeitgenossen betrauerten den Tod dieses bedeutenden Erzbischofs, der mehr als vier Jahrzehnte der Kölner Kirche vorgestanden hatte. So heißt es in einem Nachtrag zu Levold von Northoff und in den Jahrbüchern der Stadt Köln über Friedrich: Er sei ein „vir magnae constantiae“ gewesen, der sein Erzstift „in goidem regiment“ gehalten habe.